# 소티재
소티재(Sotijae)은 대한민국의 경상북도 포항시 흥해읍에서 우현동을 연결하는 고개이다. 뜻을 따서 우치(牛峙), 우현(牛峴), 우월령(牛越嶺)라고도 하였다. 국도 제7호선(소티재로)이 세로질러 지나갈 수 있다.